# Јан Вацлик
Јан Вацлик (чеш. Jan Vaclík; Плав на Малши, 15. јун 1830 — Петроград, 3. август 1917) је био правник, дипломата и публициста, доктор права и једно кратко време секретар црногорског књаза Данила I, и после његове смрти секретар књаза Николе, до одласка на дужност црногорског агента у Скадру.

## Биографија
Потиче из сељачке чешке породице. Школовао се у родном месту а Академску гимназију је завршио у Прагу. Студирао је у Прагu право, и тако постао правник. Као образован и напредан човек почео је да се бави новинарством, и сарађивао је у прво време са "Прашким новинама". Боравио је два пута у јужнословенским земљама; 1848. и 1852. године, остајући дуже у Црној Гори за коју се нарочито везао. Чех Вацлик је као панслависта, био наклоњен бунтовној српској покрајини Црној Гори, и писао је о њој деценијама повољне публицистичке написе по листовима. На предлог књаза Данила Вацлик је 1857. године издао књигу: „La souveraineté de Monténégro et le droit des gens moderne de l'Europe“ (Сувереност Црне Горе и међународно право). Књига је истовремено изашла у Паризу и Лајпцигу. Вацлик је десет година, између 1858-1868. године живео у Црној Гори. У том периоду ангажован је за књазовог секретара, при чему је он фактички био "први црногорски дипломата". Деловао је успешно и као црногорски конзул у Скадру.
На Цетиње долази и 1910. године приликом проглашења Црне Горе за краљевину.
Додељен му је Краљевски орден Белог орла, Орден Таковског крста и аустроугарски Орден Франца Јозефа.
Био је од 13. јануара 1863. године дописни члан Друштва српске словесности, Српског ученог друштва и почасни члан Српске краљевске академије.